# Правило збереження спіну
Правило збереження спіну (англ. spin conservation rule) — перехід між термами тієї ж мультиплетності є дозволеним за спіном, у той час як перехід між термами з різними мультиплетностями — заборонений за спіном. Виконується для випромінювальних та безвипромінювальних переходів.